# جوانه لوزالمعده
جوانه‌های لوزالمعده شکمی و پشتی (یا دیورتیکول‌های لوزالمعده) برآمدگی‌های دوازدهه در طول جنین‌زایی انسان هستند. آنها به هم می‌پیوندند و لوزالمعده بالغ را تشکیل می‌دهند.
بخش پروگزیمال جوانه لوزالمعده پشتی مجرای لوزالمعده کناری را ایجاد می‌کند، در حالی که بخش انتهایی جوانه لوزالمعده پشتی و جوانه لوزالمعده شکمی مجرای اصلی لوزالمعده را ایجاد می‌کند.
جوانه شکمی لوزالمعده به سر لوزالمعده و فرایند uncinate تبدیل می‌شود.